# Marco Marzano
Marco Marzano (Cuggiono, 10 giugno 1980) è un dirigente sportivo ed ex ciclista su strada italiano, professionista dal 2004 al 2012. Dal 2014 è direttore sportivo alla Lampre/UAE Emirates.

## Carriera
Scalatore, tra gli Under-23/Elite riuscì a vincere per due volte il Giro della Valle d'Aosta, nel 2002 e nel 2003, eguagliando il record di Ivan Gotti e Jaroslav Popovyč, e il Giro d'Italia dilettanti (o "Giro Baby") nel 2004.
Dal 2005 al 2012 gareggiò da professionista per l'italiana Lampre, nella quale svolse il ruolo di gregario. Nel 2006 si classificò secondo al Brixia Tour; tra i piazzamenti delle stagioni seguenti spiccano un terzo posto in una tappa al Giro d'Italia 2009 e un secondo posto ad una tappa alla Vuelta a España dello stesso anno.
Diede l'addio alle competizioni agonistiche a fine 2012, senza mai aver colto successi tra i professionisti. Nel 2014 assunse l'incarico di direttore sportivo nella stessa Lampre, divenuta UAE Emirates a partire dal 2017.

## Palmarès
- 2001 (Under-23)

Gran Premio Colli Rovescalesi
6ª tappa Giro della Valle d'Aosta
- 2002 (Under-23)

Classifica generale Giro della Valle d'Aosta
- 2003 (Elite)

Memorial Pigoni Coli
1ª tappa, 2ª semitappa Giro della Valle d'Aosta
3ª tappa Giro della Valle d'Aosta
Classifica generale Giro della Valle d'Aosta
- 2004 (Elite)

Coppa Cantina Valtidone
Memorial Ghisalberti
9ª tappa Giro Baby
Classifica generale Giro Baby

### Altri successi
- 2002 (Under-23)

Classifica a punti Giro della Valle d'Aosta
Classifica giovani Giro della Valle d'Aosta

## Piazzamenti

### Grandi Giri
- Giro d'Italia

2007: 37º
2009: 51º
2010: 80º
2011: ritirato (15ª tappa)
- Tour de France

2008: 92º
2012: 80º
- Vuelta a España

2005: 100º
2006: ritirato (8ª tappa)
2007: 87º
2008: 25º
2009: ritirato (14ª tappa)
2010: 40º
2011: 61º
2012: 73º

### Classiche monumento
- Giro di Lombardia

2012: ritirato